# Nesomyrmex angulatus
Nesomyrmex angulatus es una especie de hormiga del género Nesomyrmex, tribu Crematogastrini, familia Formicidae. Fue descrita científicamente por Mayr en 1862.
Se distribuye por Argelia, Botsuana, Comoras, Yibuti, Egipto, Eritrea, Etiopía, Ghana, Kenia, Libia, Madagascar, Malaui, Mayotte, Mozambique, Níger, Nigeria, Senegal, Sudáfrica, Sudán, Tanzania, Túnez, Uganda, Zimbabue, Israel, Omán, Arabia Saudita y Yemén. Se ha encontrado a elevaciones de hasta 1892 metros. Habita en bosques secos.